# Silfiac
 Silfiac  (en bretón Silieg) es una población y comuna francesa, situada en la región de Bretaña, departamento de Morbihan, en el distrito de Pontivy y cantón de Cléguérec.

## Demografía
| 781 | 683 | 588 | 526 | 459 | 445 |
| Para los censos de 1962 a 1999 la población legal corresponde a la población sin duplicidades (Fuente: INSEE [Consultar]) |     |     |     |     |     |